# Dampfmotor

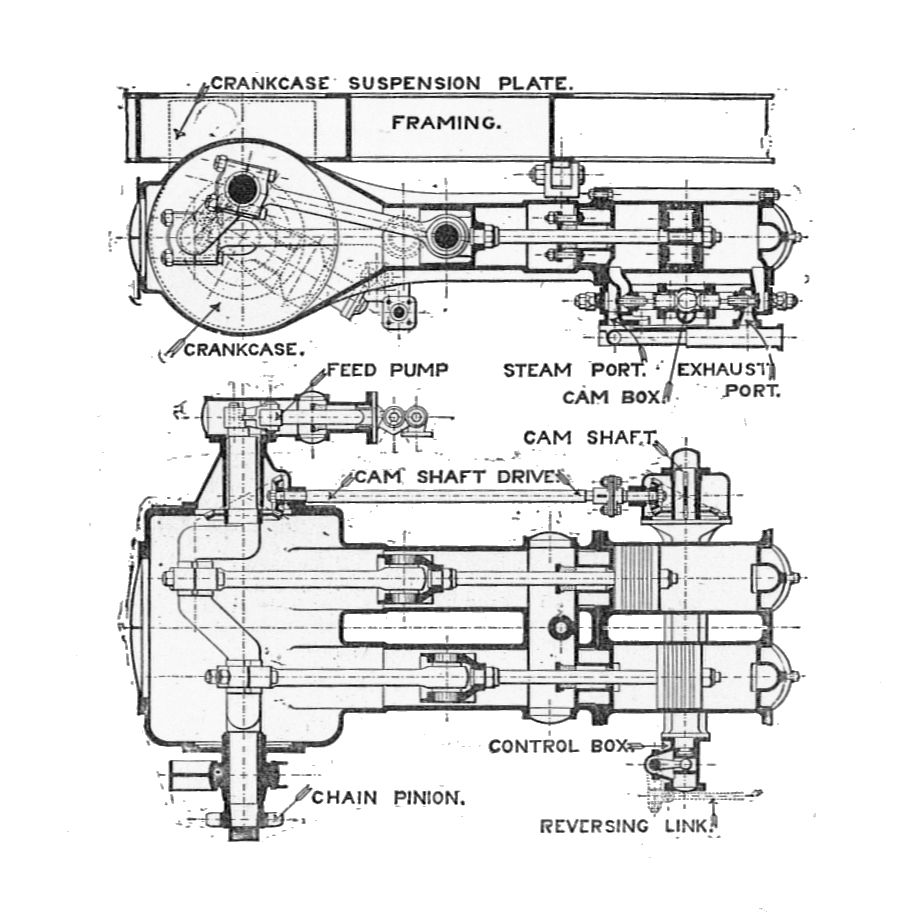
Konstruktionszeichnung eines Dampfmotors

Ein Dampfmotor ist eine einfach oder doppelt wirkende Kolbendampfmaschine, schnelllaufend mit Drehzahlen bis zu 1500/min. Im Gegensatz zur klassischen Dampfmaschine ist ein Dampfmotor samt allen Bestandteilen in einem kompakten Gehäuse sehr ähnlich dem eines Dieselmotors untergebracht. Mit einem Dampfmotor lässt sich unter anderem ein moderner, kupplungs- und getriebeloser Fahrzeugantrieb realisieren. Praktische Anwendung findet er heute vor allem als industrielle Dampfkraftanlage im kleineren Leistungsbereich (ca. 100 bis 1.000 kW) für Anwendungen unterhalb des typischen Leistungsbereichs von Dampfturbinen.

## Bauprinzipien

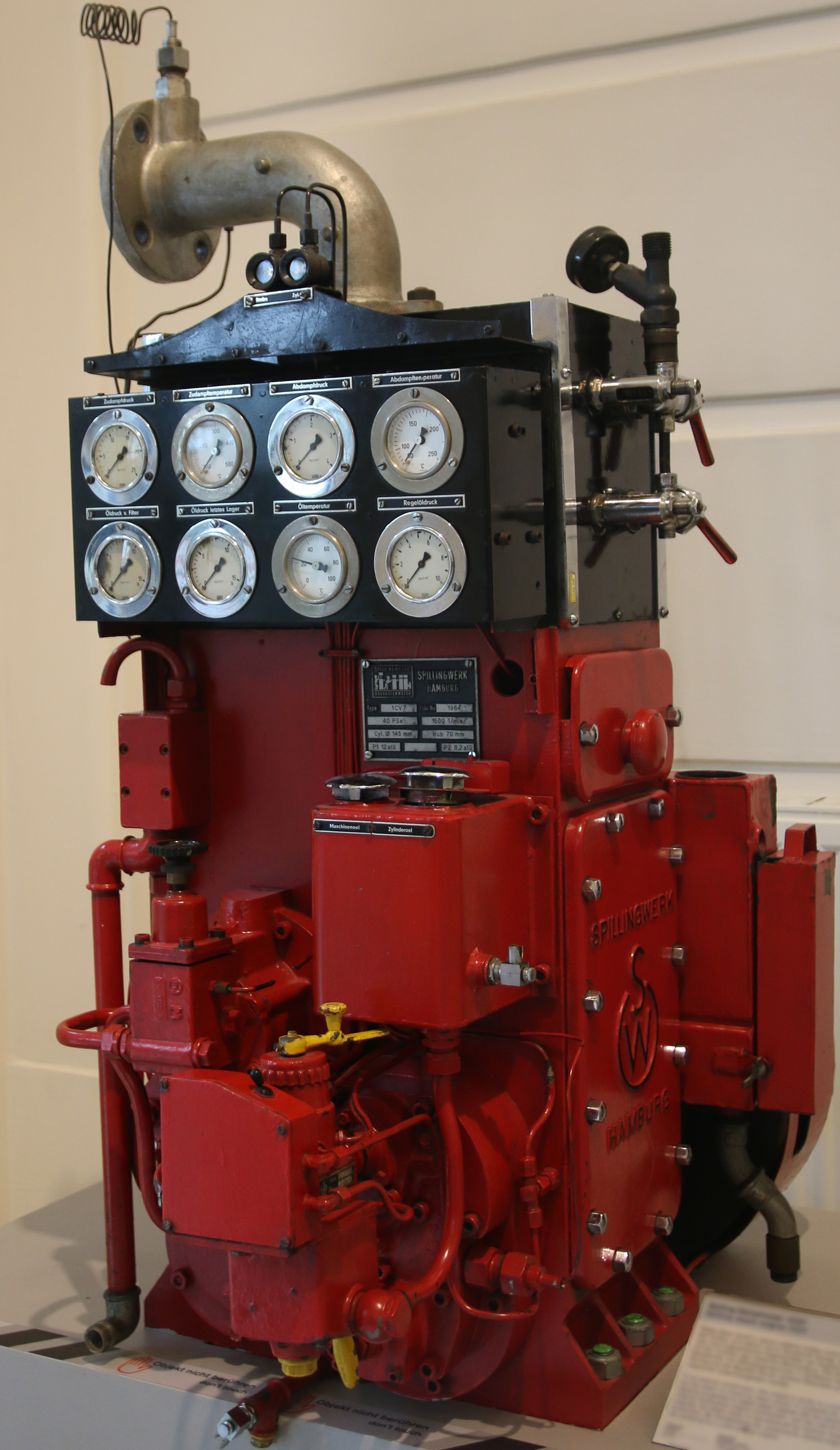
Dampfmotor von Spillingwerk, 1964

Kessel für Dampfmotoren können je nach Bauart mit allen gängigen flüssigen und festen Brennstoffen inklusive Holz und Biogas betrieben werden. Die Effizienz ist wesentlich höher als die von Hochdruck-Dampfmaschinen. Dies wird durch Kesseldrücke bis 80 bar und Dampftemperaturen von ca. 450 bis 500 °C erreicht.
Die hohen Dampftemperaturen führten zu Untersuchungen zu ölfreiem Betrieb.
Bei manchen Dampfmotoren wird anstelle eines hin- und hergehenden Kolbens eine zur Rotationskolben-Expansionsmaschine umfunktionierte Flügelzellenpumpe verwendet.
Das Wasser kann in einem geschlossenen Kreislauf zirkulieren (Verdampfen/Erwärmen – Entspannen/Abkühlen im Dampfmotor – Verflüssigen in einem Kondensator – Wiedereinspeisen mit Speisepumpe).

## Konkrete Anwendungen

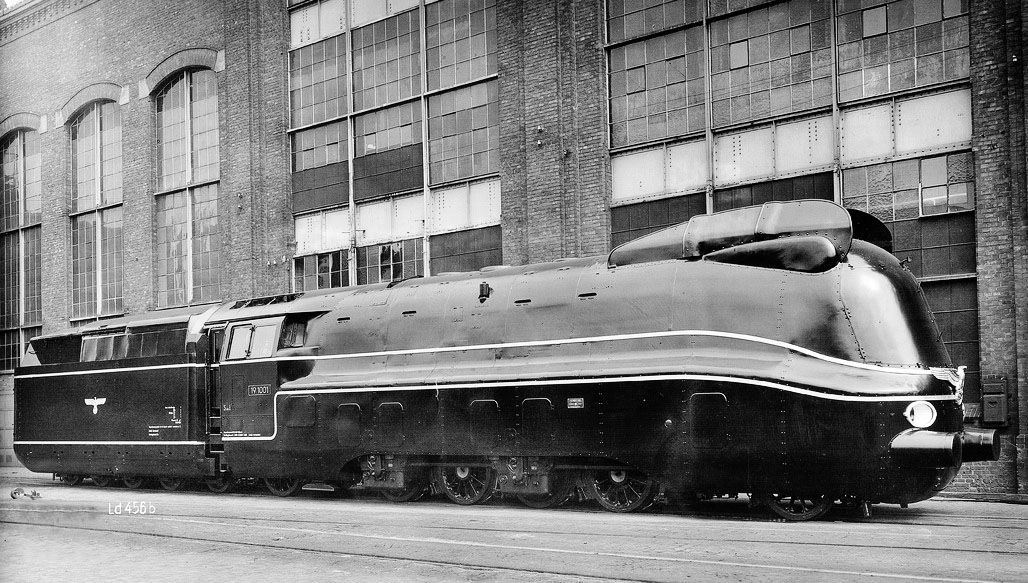
Von Henschel & Sohn gebaute Lokomotive 19 1001

Ab 1826 gab es Dampfomnibusse. Mit der Zeit wurde die Nenndrehzahl der Antriebe immer weiter gesteigert. Hersteller von Dampfwagen (Pkw wie die „Stanley Steamer“ oder White) waren um die Wende vom 19. zum 20. Jahrhundert  wichtige Konkurrenten zu den elektrisch oder mit Benzin betriebenen Fahrzeugen. In den 1920er Jahren wurden erfolgreich dampfbetriebene  Lkw (s. Sentinel) gebaut. Für den Einsatz von Dampfmotoren in Schienenfahrzeugen bauten die Henschel-Werke 1941 die Testlokomotive 19 1001. Zu einer Serienfertigung kam es jedoch nicht mehr. In England hatte die Midland Railway mit der Lok 2299 bereits zwischen 1908 und 1919 Versuche mit Dampfmotoren gemacht, wobei auf die erste und dritte Achse jeweils zwei und auf die mittlere vier Dampfmotoren wirkten. Die Schweizer SLM testete 1927 eine Hochdrucklokomotive mit 60 bar Kesseldruck und Dampfmotoren. Hier lagen die Probleme aber vorwiegend beim Hochdruckkessel, auch verringerte sich bei den Schweizer Bahnen durch die zunehmende Elektrifizierung der Bedarf an Dampflokomotiven. 
1933 bauten die Brüder George D. und William J. Besler einen leichten Dampfmotor in einen modifizierten Travel-Air-2000-Doppeldecker und führten damit am 20. April 1933 die ersten Flüge in der Öffentlichkeit durch. Die doppeltwirkende Zweizylinder-V-Verbunddampfmaschine leistete 112 kW bei 1625/min und wog 250 kg. Durch die Möglichkeit der unmittelbaren Drehrichtungsumkehr des Dampfmotors wurden nur 30 m Pistenlänge für die Landung benötigt.